# 白砂昭一
白砂 昭一（しらすな しょういち、1929年 - ）は、日本の音楽学者。

## 略歴
1929年、山梨県北巨摩郡白州町生まれ。中学校教員（英語、数学）を務めたのちに東京芸術大学に入学。
卒業後は、東京芸術大学に新しく設立された音響研究室で教鞭をとり、坂本龍一らの指導に当たった。
のちに国立音楽大学、聖徳大学人文学部で講師を務めた。